# Carmen Miranda na cultura popular

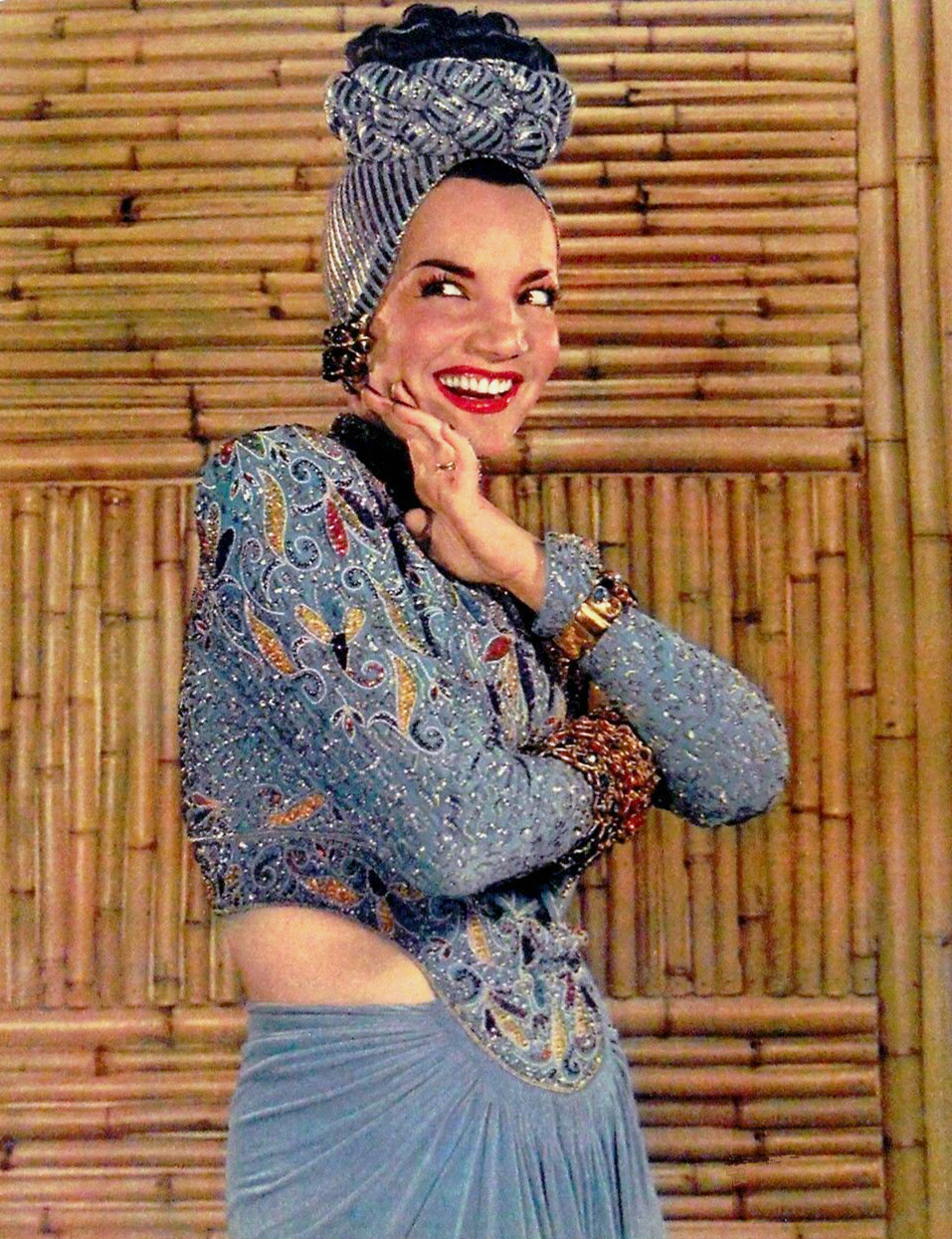
Foto de Carmen Miranda publicada pela New York Sunday News em 1941.

Está é um artigo sobre a presença de Carmen Miranda na cultura popular.

## Influência

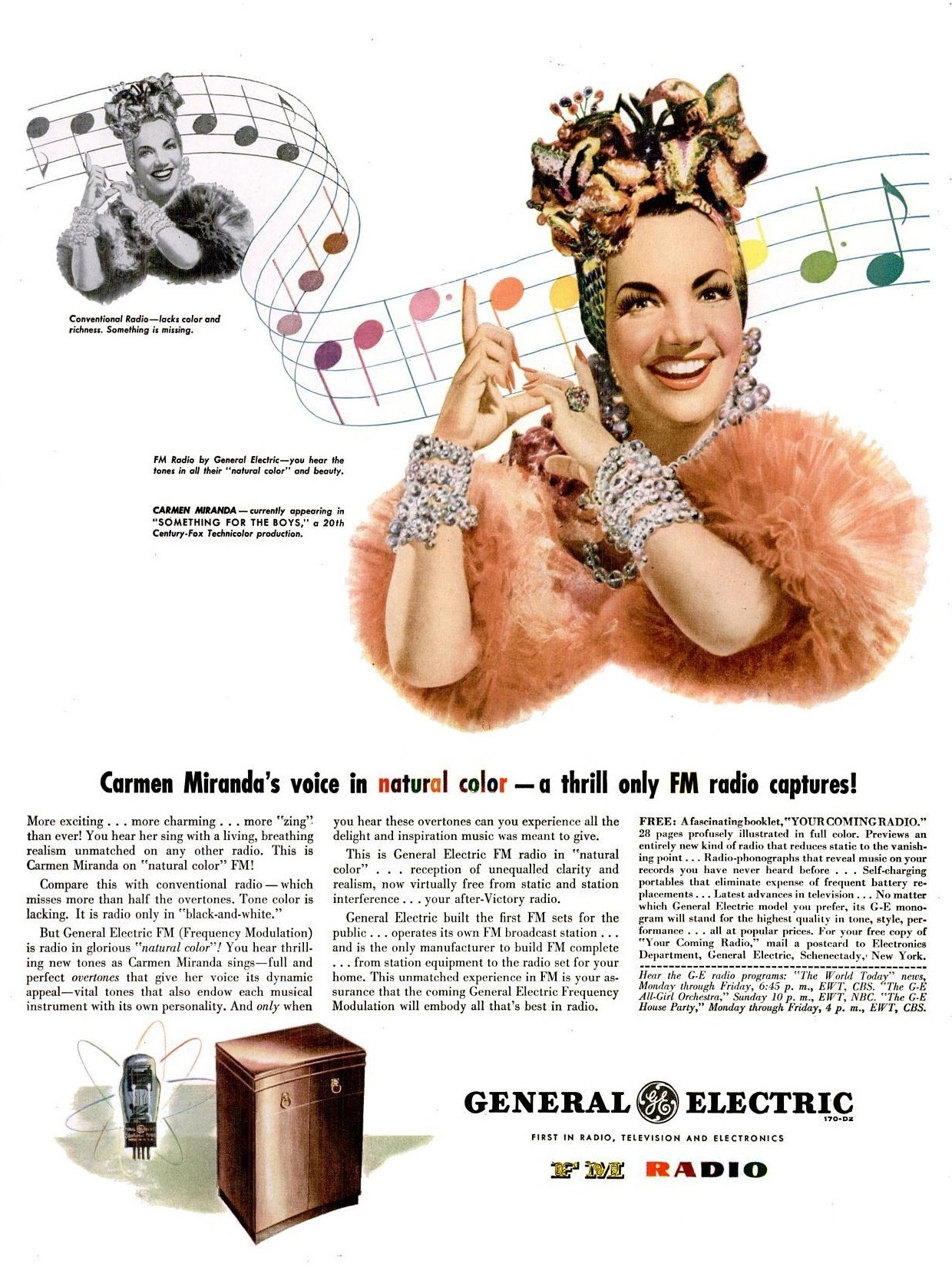
Miranda em um anúncio de 1945 para um rádio FM General Electric no The Saturday Evening Post.

Cantora de rádio e de nightclubs cariocas, Carmen Miranda gravou seus primeiros discos no início dos anos 1930, rapidamente se tornando a principal intérprete de grandes nomes do samba. Entre seus vários sucessos, destacam-se clássicos da música brasileira como "[[O Que É que a Baiana Tem?|O que é que a baiana tem?", de Dorival Caymmi, e "No tabuleiro da baiana", de Ary Barroso.
Na década de 1940, Carmen consagrou-se internacionalmente ao participar de mais de uma dezena de filmes produzidos por Hollywood. Seu sucesso a transformou em uma das estrelas mais bem pagas do show business americano. Ícone da cultura popular e do exagero estético, sua imagem é frequentemente associada a uma representação estereotipada e "tropical" do Brasil. Carmen Miranda é considerada um dos ícones do tropicalismo, sendo referência em letras de canções como “Tropicália”, de Caetano Veloso. Faleceu em 5 de agosto de 1955, mas deixou um legado que continua a ser resgatado no mundo artístico e cultural brasileiro até os dias atuais. Em 1956, foi criado, pelo decreto n° 886, o Museu Carmen Miranda, que só foi inaugurado oficialmente vinte anos depois, em 5 de agosto de 1976, pelo governador do Rio de Janeiro, Floriano Peixoto Faria Lima.
(...) Carmen Miranda. Ela própria um emblema tropicalista, um signo sobrecarregado de afetos contraditórios que eu brandira na letra de “Tropicália”, a canção‑manifesto. (...) Cheia de frescor e impressionantemente destra, ela, sem ser sempre cuidadosa ou capaz na definição das notas, era um espanto de clareza de intenções. A dicção rápida e a comicidade alegre no trato com o ritmo faziam dela uma mestra, para além da própria significação histórica. O fato de ela ter se tornado, com o sucesso em Hollywood, uma figura caricata de que a gente crescera sentindo um pouco de vergonha, fazia da mera menção de seu nome uma bomba de que os guerrilheiros tropicalistas fatalmente lançariam mão. Mas o lançar‑se tal bomba significava igualmente a decretação da morte dessa vergonha pela aceitação desafiadora tanto da cultura de massas americana (portanto da Hollywood onde Carmen brilhara) quanto da imagem estereotipada de um Brasil sexualmente exposto, hipercolorido e frutal (que era a versão que Carmen levava ao extremo) ‑ aceitação que se dava por termos descoberto que tanto a mass culture quanto esse estereótipo eram (ou podiam ser) reveladores de verdades mais abrangentes sobre cultura e sobre Brasil do que aquelas a que estivéramos até então limitados. (...) O aspecto travesti da sua imagem sem dúvida também importava muito para o Tropicalismo, uma vez que tanto o submundo urbano noturno quanto as trocas clandestinas de sexo, por um lado, e, por outro, tanto a homossexualidade enquanto dimensão existencial quanto a bissexualidade na forma de mito do andrógino eram temas tropicalistas (não fosse este um movimento típico da segunda metade dos anos 60) (...) - Escreveu Caetano Veloso em seu livro Verdade Tropical, (Companhia das Letras, 1997).

## Representações na cultura popular

### No cinema
| Ano  | Filme                                  | Referência |
| ---- | -------------------------------------- | --- |
| 1940 | The House Across the Bay               | Em um filme produzido por Walter Wanger e lançado pela United Artists, Joan Bennett faz uma performance musical chamada "Chula Chihuahua" vestida como Carmen Miranda.                                                           |
| 1941 | Babes on Broadway                      | Mickey Rooney também aparece caracterizado como a cantora, interpretando uma versão de "Mamãe Eu Quero". |
| 1943 | Yankee Doodle Daffy                    | Patolino se veste como Carmen Miranda neste curta-metragem da Warner Bros. Pictures. |
| 1943 | Baby Puss                              | Em um episódio de Tom e Jerry, intitulado Baby Puss (O Gatinho), o gato Topsy se caracteriza como Carmen enquanto canta e dança "Mamãe Eu Quero".                                                                                |
| 1944 | Fiddlers Three                         | O comediante Tommy Trinder apresenta uma imitação de Carmen Miranda sob o nome de Senorita Alvarez. |
| 1944 | What's Cookin' Doc?                    | Pernalonga faz uma breve imitação da cantora. |
| 1944 | Encontro nos Céus                      | Neste filme de George Cukor, Sascha Brastoff apresenta sua própria interpretação de Carmen Miranda. |
| 1945 | Alma em Suplício                       | Jo Ann Marlowe é vista vestida como Carmen Miranda, cantando em inglês uma de suas canções mais conhecidas, "South American Way".                                                                                                |
| 1947 | Slick Hare                             | Neste curta de Virgil Ross, Pernalonga escapa de Hortelino Troca-Letras escondendo-se em um chapéu de frutas, onde Carmen aparece em forma de desenho animado, cantando "Sambaiana".                                             |
| 1947 | Road to Rio                            | Neste filme da Paramount Pictures, o ator Bob Hope caracteriza-se como Carmen Miranda ao interpretar "Batuque do Morro". O samba "Diz Que Tem", gravado por Carmen em 1941, também faz parte da trilha sonora do filme.          |
| 1949 | Always Leave Them Laughing             | O comediante Milton Berle também aparece vestido como a cantora. |
| 1949 | Señorita Chiquita Banana               | No final dos anos 1940, a United Fruit Company aproveitou a imagem de Carmen e criou um personagem animado chamado Chiquita, que usava um chapéu de frutas semelhante ao de Carmen Miranda, tornando-se um símbolo da companhia. |
| 1952 | Magical Maestro                        | Neste curta-metragem animado da MGM, o personagem-título transforma-se em Carmen Miranda e realiza uma performance de "Mamãe Eu Quero".                                                                                          |
| 1987 | Radio Days                             | Denise Dumont faz uma participação especial cantando "Tico-Tico no Fubá". Em outra cena, a personagem Ruthie personifica Carmen Miranda em frente ao espelho, dançando e dublando "South American Way".                          |
| 1992 | O Último Mergulho                      | A atriz Ana Paula representa Carmen Miranda em um filme do cineasta português João César Monteiro. |
| 1995 | Carmen Miranda: Bananas is my Business | Docudrama dirigido pela cineasta Helena Solberg. |
| 1995 | O Mandarim                             | Gal Costa apareceu no como a cantora Carmen Miranda. |
| 2005 | Decisão Perigosa                       | Neste filme de Ariel Vromen, Carmen Miranda é personificada por Stephen Eiland. |
| 2013 | Gangster Squad                         | A atriz porto-riquenha Yvette Tucker se apresenta em uma boate fantasiada como Carmen Miranda, interpretando "Chica Chica Boom Chic".                                                                                            |
| 2013 | Meu Malvado Favorito 2                 | Os Minions, em sua própria franquia, fazem uma referência divertida ao aparecerem com chapéus de frutas. |
| 2015 | Ave, César!                            | Carmen Miranda é citada quando o personagem de Alden Ehrenreich pergunta à estrela vivida por Veronica Osorio como é atuar "com um chapéu de bananas".                                                                           |
| 2018 | A Forma da Água                        | Há um momento no filme em que os personagens Elisa e Giles assistem a um filme de Carmen Miranda. |

### Na televisão
| Ano  | Série/Programa                                         | Referência |
| ---- | ------------------------------------------------------ | --- |
| 1951 | I Love Lucy                                            | No episódio intitulado Be a Pal, Lucille Ball se veste como Carmen Miranda e faz uma dublagem da canção Mamãe Eu Quero.                                                                                       |
| 1968 | The Prisoner                                           | A canção I Like You Very Much é utilizada no fim do último episódio da série de televisão britânica. |
| 1972 | The Carol Burnett Show                                 | Carol Burnett aparece vestida como Carmen Miranda em um episódio do programa de TV. |
| 1979 | Sesame Street                                          | A personagem Fruta Manzana é uma paródia animada de Carmen Miranda, e apareceu em dois segmentos da série infantil.                                                                                           |
| 1981 | Especial Grandes Nomes                                 | Ney Matogrosso e Marília Pêra apresentaram regravações dos maiores sucessos de Carmen Miranda no especial de fim de ano, exibido pela Rede Globo.                                                             |
| 1985 | Prisoner: Cell Block H                                 | A personagem Alice "Lurch" Jenkins (Lois Collinder) aparece no episódio 77 da 7° temporada da soap opera australiana "Prisoner" como Carmen Miranda.                                                          |
| 1989 | Kananga do Japão                                       | Na telenovela de Wilson Aguiar Filho, Carmen Miranda é personificada por Stella Miranda. |
| 1994 | Where in the World Is Carmen Sandiego?                 | O nome da personagem Carmen Sandiego é uma homenagem à Carmen Miranda. |
| 1996 | Fruit 'n Fibre                                         | A canção I Like You Very Much foi utilizada em um anúncio dos cereais da Kellogg’s. |
| 1999 | Coragem, o Cão Covarde                                 | No episódio Courage Meets Bigfoot/Hothead, Coragem e Bigfoot acabam coberto com frutas, e dançam juntos em uma referência a Carmen Miranda.                                                                   |
| 2006 | America's Most Wanted                                  | Carmen Miranda é personificada no episódio Phoenix Serial Killers (5 Aug. 2006) por Susanna Velasquez. |
| 2007 | Carmen Miranda - Beneath the Tutti Frutti Hat          | Documentário produzido e exibido pela BBC Four. |
| 2007 | Faça Sua História                                      | Carmen Miranda é homenageada na exibição do especial de fim de ano 2007 da TV Globo "Faça Sua História", no episódio Oswaldir Superstar.                                                                      |
| 2008 | Futurama: The Beast with a Billion Backs               | A canção I Like You Very Much é utilizada em uma sequência da animação. |
| 2009 | America's Next Top Model                               | Um ensaio fotográfico foi inspirado em Carmen Miranda. |
| 2011 | Modern Family                                          | No episódio Someone to Watch Over Lily, o personagem Cameron veste sua filha Lily como Carmen Miranda em um ensaio fotográfico.                                                                               |
| 2014 | Amor & Sexo                                            | Fernanda Lima se vestiu como Carmen Miranda, e abriu o programa ao som de Tico-tico no Fubá. |
| 2014 | Esquenta                                               | Juliana Paes, encarnou a Carmen Miranda no palco do programa ao som de "Ta-hi" / trecho de The Gang's All Here (1943).                                                                                        |
| 2015 | Boogie Oogie                                           | No final da telenovela Boogie Oogie é revelado que o segredo de Carlota (Giulia Gam) era ter roubado joias que seriam presentes para Carmen Miranda na boate Vogue.                                           |
| 2016 | Cerimônia de encerramento dos Jogos Olímpicos Rio 2016 | Durante a cerimônia de encerramentos dos Jogos Olímpicos Rio 2016, Carmen Miranda foi homenageada pela cantora Roberta Sá que apareceu vestida em um traje estilizado de baiana, ao som de Tico-tico no fubá. |
| 2017 | A Força do Querer                                      | O personagem Elis Miranda, interpretado por Silvero Pereira, é uma homenagem as cantoras Elis Regina e Carmen Miranda.                                                                                        |
| 2023 | Amor Perfeito                                          | Priscilla interpreta Carmen Miranda no primeiro capitulo da telenovela. |

### No teatro
| Ano  | Musical                                                | Referência                                                                                              |
| ---- | ------------------------------------------------------ | --- |
| 1984 | The Conquest of Carmen Miranda                         | Carmen Miranda é interpreta neste musical produzido pela Companhia de Teatro de Sydney por Nancy Hayes. |
| 2000 | Estrela Tropical                                       | Carmen Miranda é interpretada neste musical de Miguel Falabella pela atriz Marília Pera.                |
| 2002 | South American Way                                     | Carmen Miranda é interpretada neste musica de Miguel Falabella por Soraya Ravenle e Stella Miranda.     |
| 2005 | Marília Pêra canta Carmen Miranda                      | Carmen Miranda é interpretada neste musical de Maurício Sherman pela atriz Marília Pêra.                |
| 2009 | Carmen, o it Brasileiro                                | Carmen Miranda é interpretada neste musical de Antonio De Bonis por Andréa Veiga.                       |
| 2013 | O que é que Carmen Miranda tem?                        | Carmen Miranda é interpretada neste musical de André Cruz por Renata Martelli.                          |
| 2014 | Carmen Miranda - na batucada da vida                   | Carmen Miranda é interpretada neste musical de Osório Perez Moreira por Calima Taari.                   |
| 2014 | Miranda por Miranda                                    | Carmen Miranda é interpretada neste musical de Miguel Falabella pela atriz Stella Miranda.              |
| 2015 | Na Batucada da Vida                                    | Carmen Miranda é homenageada neste musical de Fernando Cardoso, por Lucinha Lins, Graça Cunha e Célia.  |
| 2015 | Gimme a Band, Gimme a Banana! The Carmen Miranda Story | Carmen Miranda é homenageada neste musical de Roberta Alves e Matt Reckeweg, por Sharalys Silva.        |
| 2019 | Carmen, a Grande Pequena Notável                       | Carmen Miranda é interpretada neste musical de Kleber Montanheiro por Amanda Acosta.                    |

### Na música
| Ano  | Álbum                                    | Referência |
| ---- | ---------------------------------------- | --- |
| 1968 | Recital na Boite Barroco                 | Neste álbum, Maria Bethânia gravou uma versão cover da música Camisa Listada. |
| 1973 | A White Sport Coat and a Pink Crustacean | O cantor e compositor Jimmy Buffett incluiu neste álbum uma homenagem a Carmen Miranda com a canção They Don't Dance Like Carmen No More.                                                                            |
| 1973 | Clara Nunes                              | Neste álbum, Clara Nunes gravou uma versão cover da música Arlequim de Bronze de Synval Silva e gravada por Carmen Miranda em 1934.                                                                                  |
| 1974 | Elis Regina e Tom Jobim                  | Versão cover de Na batucada da vida de Ary Barroso e Luiz Peixoto, gravado originalmente por Carmen Miranda em 1934.                                                                                                 |
| 1975 | Gal tropical                             | Neste álbum, Gal Costa regravou marchinha de carnaval O Balancê de João de Barro e Alberto Ribeiro, gravado originalmente por Carmen Miranda em 1936.                                                                |
| 1975 | Escalada                                 | A canção Adeus, Batucada!, na voz de Carmen Miranda, fez parte da trilha sonora nacional da novela. |
| 1986 | Chico & Caetano                          | Neste especial produzido pela Rede Globo, Rita Lee faz uma performance da canção I Like You Very Much. |
| 1989 | Words for the Dying                      | Neste álbum, John Cale, compôs uma canção chamada The Soul of Carmen Miranda. |
| 1989 | MM                                       | Marisa Monte gravou uma versão cover da música South American Way para seu álbum de estreia. |
| 1990 | Enguiço                                  | Neste álbum, Adriana Calcanhoto regravou a canção Disseram Que Voltei Americanizada. |
| 1990 | A, E, I, O... Urca                       | A canção Adeus, Batucada!, na voz de Carmen Miranda fez parte da trilha sonora nacional da minissérie. |
| 1995 | Aquarela do Brasil                       | A cantora norte-americana Dionne Warwick gravou uma versão cover da música Na Baixa do Sapateiro de Ary Barroso e gravada originalmente por Carmen Miranda em 1938.                                                  |
| 1996 | Âmbar                                    | Neste álbum, Chico Buarque em dueto com Maria Bethânia, gravaram juntos uma versão cover da música "Quando Eu Penso na Bahia" de Ary Barroso e Luiz Peixoto e gravada originalmente por Carmen Miranda em 1937.      |
| 2001 | Batuque                                  | Neste álbum, o cantor Ney Matogrosso regravou a maioria das 13 faixas, que passaram pelo repertório de Carmen. |
| 2003 | Chocolate com Pimenta                    | Eduardo Dusek regravou a música Tá-Hi (Pra Voce Gostar de Mim) para a trilha sonora da novela. |
| 2003 | MTV ao Vivo                              | Neste álbum ao vivo, a cantora Ivete Sangalo gravou uma versão cover da música Chica Chica Boom Chic. |
| 2007 | Hey Eugene!                              | Neste álbum, Pink Martini regravou a canção Tempo Perdido. |
| 2009 | Viver a Vida                             | Bebel Gilberto e Carlinhos Brown gravaram juntos um cover da música Chica Chica Boom Chic para a novela. |
| 2009 | Canibália                                | Neste álbum, Daniela Mercury gravou um "dueto" de O Que É que a Baiana Tem? com Carmen Miranda, a gravação inclui o fonograma original da canção de 1939. Mercury também regravou outro clássico, Tico-Tico no Fubá. |
| 2014 | Oito                                     | Neste álbum, Marjorie Estiano regravou a canção Tá-Hi (Pra Voce Gostar de Mim). |
| 2014 | Saudade de Você                          | Este álbum do Real Combo Lisbonense, reúne canções de Carmen Miranda. As canções ganharam acentos africanos e toques tropicalistas.                                                                                  |

## Outros

### Livros

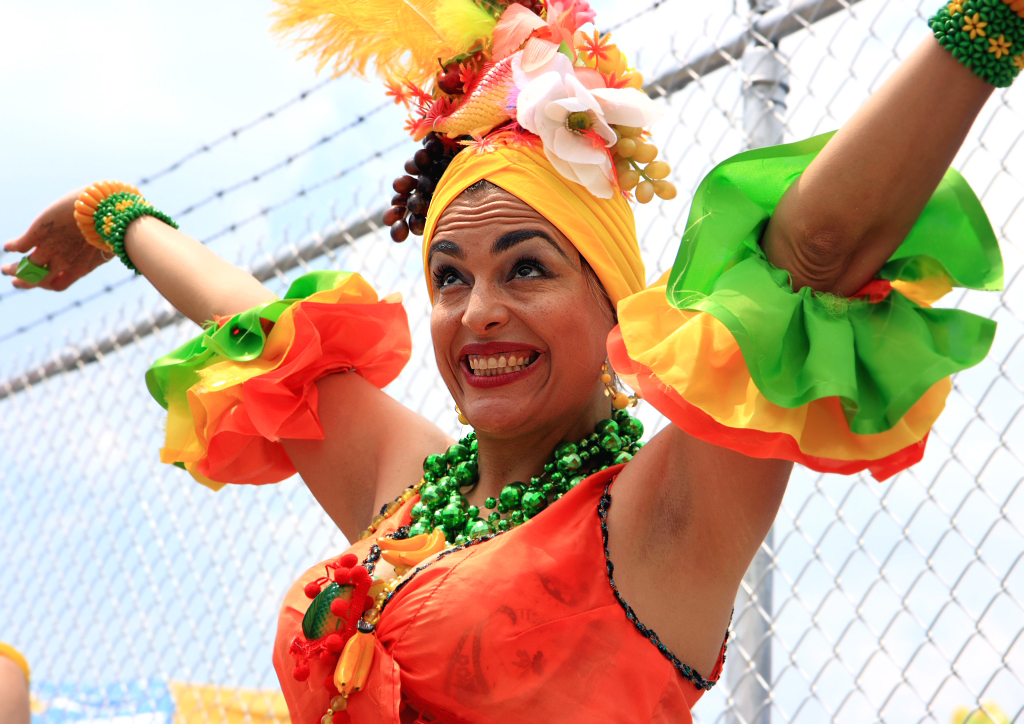
Carmen Miranda tornou-se um símbolo da cultura gay internacional.

| Ano  | Álbum                                                              | Referência |
| ---- | ------------------------------------------------------------------ | --- |
| 1956 | Carmen Miranda; vida, glória, amor, e morte                        | Escrito por José J. Queiroz. |
| 1978 | Carmen Miranda, a cantora do Brasil                                | Escrito por Abel Cardoso Júnior. |
| 1982 | Carmen Miranda Paper Dolls in Full Color                           | Escrito por Tom Tierney. |
| 1984 | Carmen Miranda                                                     | Escrito por Luiz Henrique Saia. |
| 1986 | O ABC de Carmen Miranda                                            | Escrito por Dulce Damasceno de Brito. |
| 1989 | Brazilian bombshell: the biography of Carmen Miranda               | Escrito por Martha Gil-Montero. |
| 1995 | Carmen Miranda                                                     | Escrito por Cássio Emmanuel Barsante. |
| 1998 | Carmen Miranda: an Afro-Brazilian paradox                          | Escrito por por José Ligiéro Coelho. |
| 1999 | Carmen Miranda foi a Washington                                    | Escrito por Ana Rita Mendonça. |
| 2000 | Carmen Miranda: melodias Cifradas Para Guitarra, Violão e Teclados | Escrito por Eduardo Dussek |
| 2004 | O "it verde e amarelo" de Carmen Miranda (1930-1946)               | Escrito por Tânia da Costa Garcia. |
| 2005 | Carmen - Uma Biografia                                             | Escrito por Ruy Castro. |
| 2013 | Carmen Miranda                                                     | Escrito por Lisa Shaw. |
| 2015 | Heróis e Heroínas da Cidade do Rio de Janeiro                      | (A lista é reservada a personalidades que tenham contribuído para a formação artística, histórica, cultura, econômica, social e urbanística da cidade.) |
| 2015 | Carmen, A Grande Pequena Notável                                   | Escrito por Heloísa Seixas |

### Na moda
- Homenageada na edição 2009 da São Paulo Fashion Week.[62]
- A atriz Kristen Wiig, do programa Saturday Night Live, encarnou Carmen Miranda em um ensaio fotográfico para a revista V Magazine. As fotos, são uma homenagem à mulheres famosas, e mostra a atriz caracterizada também como Brigitte Bardot e Frida Kahlo.[63]
- A cantora Rihanna apareceu em um editorial da revista de moda Vogue inspirada em uma versão do que uma Carmen Miranda atual vestiria.[64]
- Um turbante de Carmen Miranda foi exibido na Exposição “Camp: Notes on Fashion”, no The Metropolitan Museum of Art, em Nova York em 2019.